# Gaboltov
Gaboltov (in ungherese Galbatő, in tedesco Gabolt o Gebold) è un comune della Slovacchia facente parte del distretto di Bardejov, nella regione di Prešov.

## Storia
Il villaggio viene citato per la prima volta nel 1247, quando compare nella lista delle città del Regno d'Ungheria di re Béla IV come possedimento dei frati cistercensi di Bardejov. All'epoca viene citata anche la presenza di cavalieri crociati che erano stati al Santo Sepolcro di Gerusalemme (cruciferi de Gaboltho). Sede di una gabella reale, nel 1355 venne donato ai Cudar. Nel 1427 passò alla Signoria di Makovica. Durante le guerre che insanguinarono la regione nel XV secolo, Gaboltov venne più volte messa a ferro e fuoco. Nel XIX secolo appartenne agli Aspremont e agli Erdõdy.